# 禾穀鐮刀菌
禾穀鐮刀菌（學名：Fusarium acuminatum）是鐮刀菌屬真菌，是植物的病原体，最初在美国纽约的马铃薯活茎上被发现。
禾穀鐮刀菌已被發現會造成奇異果腐爛，令奇異果在採收後出現褐色、略微凹陷、含水的病斑，伴隨大量白或粉色的菌絲。而它同時也會造成穀類穗腐病，人類感染則可能導致肝臟受損。